# Імені Садуллої Шаріфа
імені Садуллої́ Шарі́фа (тадж. ба номи Саъдуллои Шариф) — село у складі Хатлонської області Таджикистану. Входить до складу Ґулістонського джамоату Восейського району.
Колишні назви — Окчинор (Атчапар).
Село розташоване на лівому березі річки Кизилсу, через село проходить автошлях Р-23 Курбоншахід-Кулоб та залізниця Кургонтеппа-Кулоб.
Населення — 2624 особи (2010; 2612 в 2009).